# Чишма (Тукаевский сельсовет)
Чишма (баш. Шишмә) — упразднённая в 2005 году деревня Тукаевского сельсовета Аургазинского района Республики Башкортостан.

## История
Закон «О внесении изменений в административно-территориальное устройство Республики Башкортостан в связи с образованием, объединением, упразднением и изменением статуса населённых пунктов, переносом административных центров» от 20 июля 2005 года № 211-з., ст.1 гласил:

4. Упразднить следующие населённые пункты:
4) в Аургазинском районе:

д) посёлок Чишма Тукаевского сельсовета

## География
Находился возле посёлка Буляк

### Географическое положение
Расстояние до:
Расстояние до:
- районного центра (Толбазы): 27 км,
- центра сельсовета (Тукаево): 4 км,
- ближайшей железнодорожной станции (Белое Озеро): 54 км.

## Население
На 1 января 1969 года проживали 56 человек; преимущественно татары.